# Římskokatolická farnost Třebíč-Jejkov

Farnosti na území města Třebíče

Římskokatolická farnost Třebíč-Jejkov je jedno z územních společenství římských katolíků v městě Třebíči s farním kostelem Proměnění Páně na Jejkově.

## Území farnosti

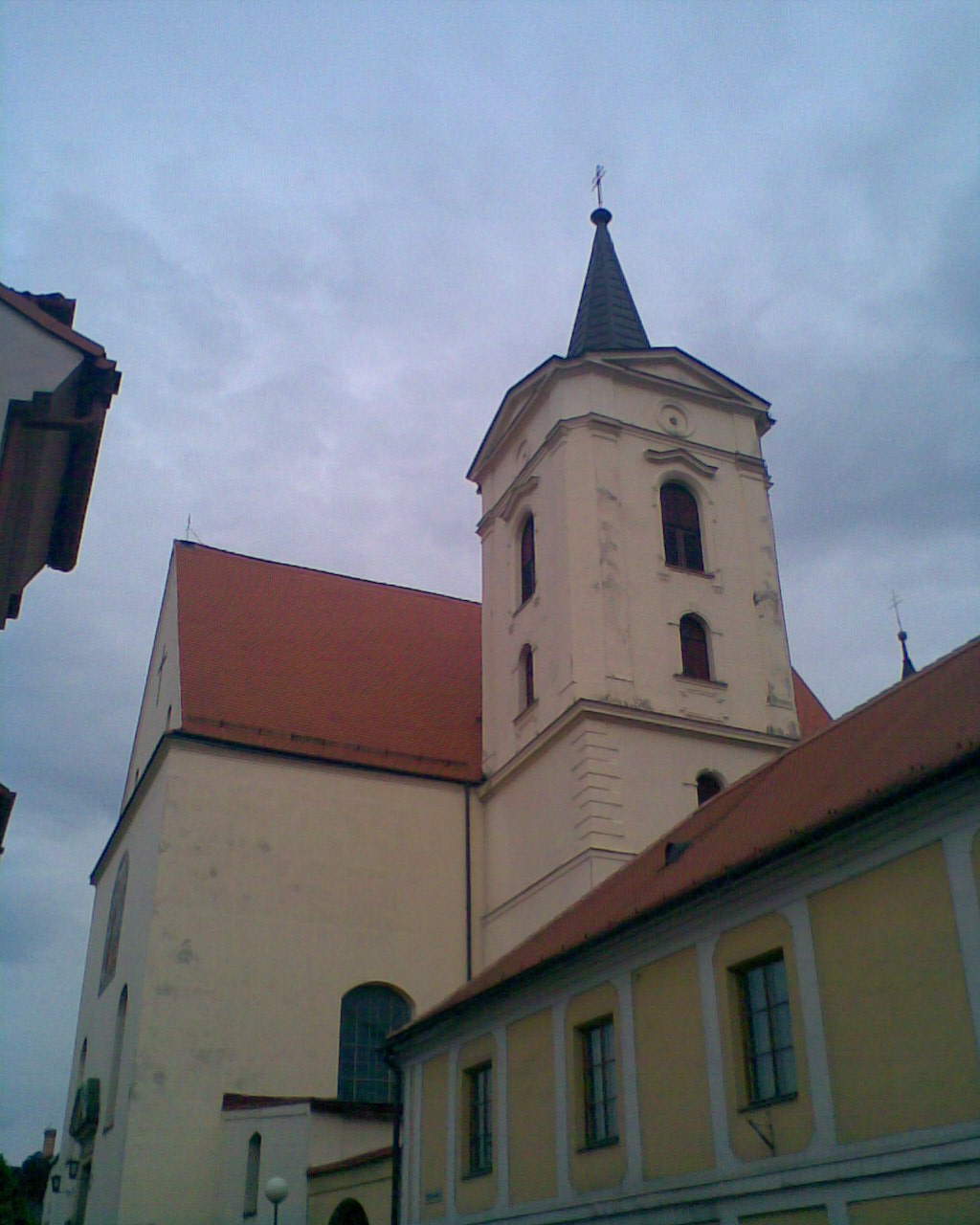
Kostel

Do farnosti náleží městské části města Třebíče:
- Jejkov (i s třebíčskou nemocnicí, její nemocniční kaplí sv. Andělů Strážných a katolickým gymnáziem),
- Nové Dvory (s jejich dvěma domovy pro seniory),
- Nové Město,
- Slavice (s filiálním kostelem sv. Jana Nepomuckého),
- Domky (i s domovem pro seniory; část Horka náleží k farnosti Třebíč-město);

a dále tyto přifařené obce:
- Kožichovice a
- Střítež (s filiálním kostelem sv. Marka).

## Dějiny farnosti

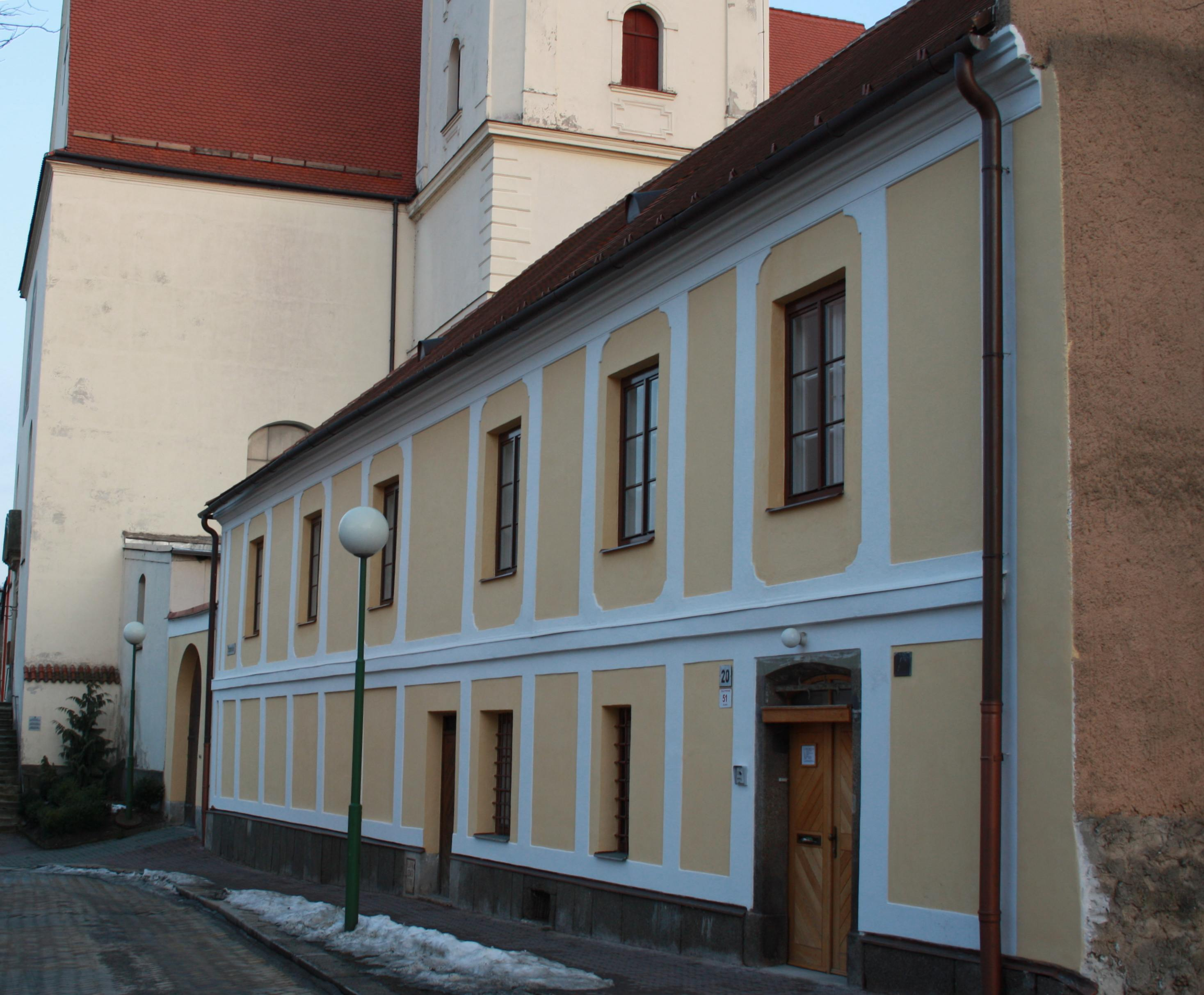
Fara kostela Proměnění Páně v Třebíči-Jejkově

Jejkovská farnost byla zřízena roku 1784 jako farnost třebíčských předměstí. Do té doby byla v Třebíči jen farnost při kostele sv. Martina z Tours. Nově zřízená farnost byla ustavena jako místní společenství křesťanů pro předměstí Jejkov, Nové Dvory, Nové Město, Domky a dále pro Kožichovice, Střítež a Slavice, celkem tehdy na 2000 lidí bydlících v asi 260 domech).
Třebaže farnost vznikla při kapucínském klášteře, ke kapucínskému řádu byla fara inkorporována až v roce 1803. Začátkem 20. století žilo v obvodě farnosti 6247 katolíků, 35 nekatolíků a 10 židů.

## Faráři
První farář, Jakub Dvořecký, vykonával duchovní správu na Jejkově v letech 1784–1798. Jeho nástupci byli: Josef Schumpeter (1798–1800), Alois Chornitzer (1800–1802); po nicch následovali administrátoři z kapucínského konventu. Těmi byli: Tertulián Přerovský (1803–1823), Hieronym Svoboda (1823–1832), Tadeáš Freiss (1832–1878), Albert Chlumecký (1878–1891) a Jan Nepomuk Rubringer, s nímž farnost vstoupila do 20. století.
Posledním jejkovským kapucínem-farářem byl otec Antonín Zdeněk Kovář. Po jeho smrti v roce 2000 se správcem farnosti stalo biskupství brněnské, které ustanovilo farářem na Jejkově P. Pavla Ševelu, který byl třebíčským děkanem a farářem přibyslavickým. Od té doby byla farnost sídlem třebíčského děkanství. Když biskupství poslalo Pavla Ševelu do Brna, nastoupil po něm na třebíčskou faru P. Ervín Jansa, který byl také třebíčským děkanem. Zasloužil se o velký rozkvět farnosti. Ale po necelých dvou letech odešel do Lomnice. Po něm do farnosti nastoupil P. Jiří Plhoň, který byl ustanoven spirituálem katolického gymnázia v Třebíči. Po roce ho biskupství poslalo do Rokytnice nad Rokytnou. Po jeho odchodu do farnosti přišel R. D. Vlastimil Protivínský, který začal sloužit mši v tradičním římském ritu podle misálu sv. Jana XXIII. Od 15. října 2014 do 31. srpna 2019 byl administrátorem excurendo R. D. Mgr. Jakub Holík, farář ve farnosti Třebíč-zámek. Od 1. září 2019 do 31. 7. 2025 byl farářem P. Vojtěch Loub, od 1. srpna 2025 je farářem farnosti Tomáš Fránek.

## Kněží pocházející z farnosti
V roce 2015 byl vysvěcen novokněz pocházející z farnosti – Mgr. Jaroslav Rašovský.

## Bohoslužby

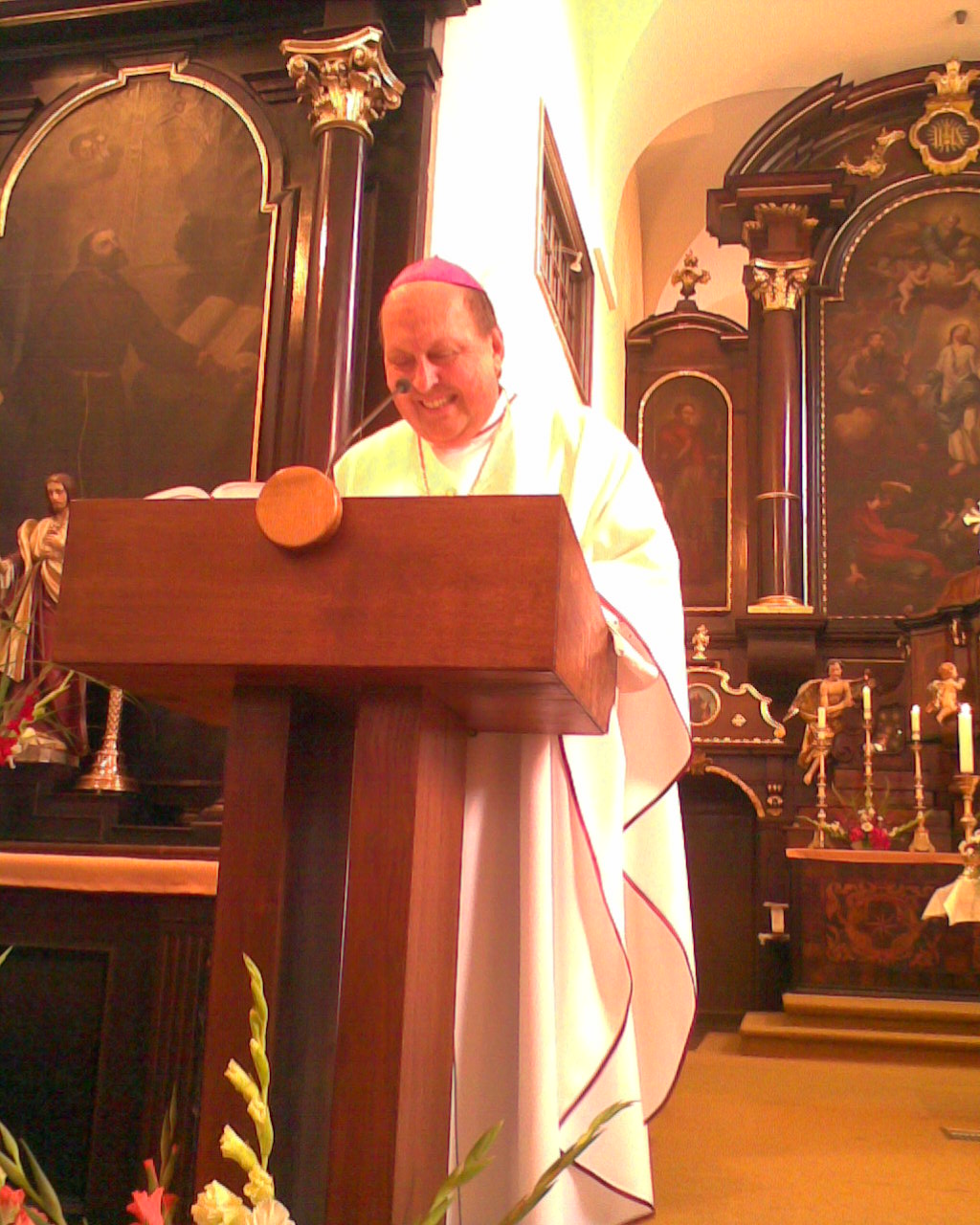
Biskup Pavel Posád při mši na Jejkově

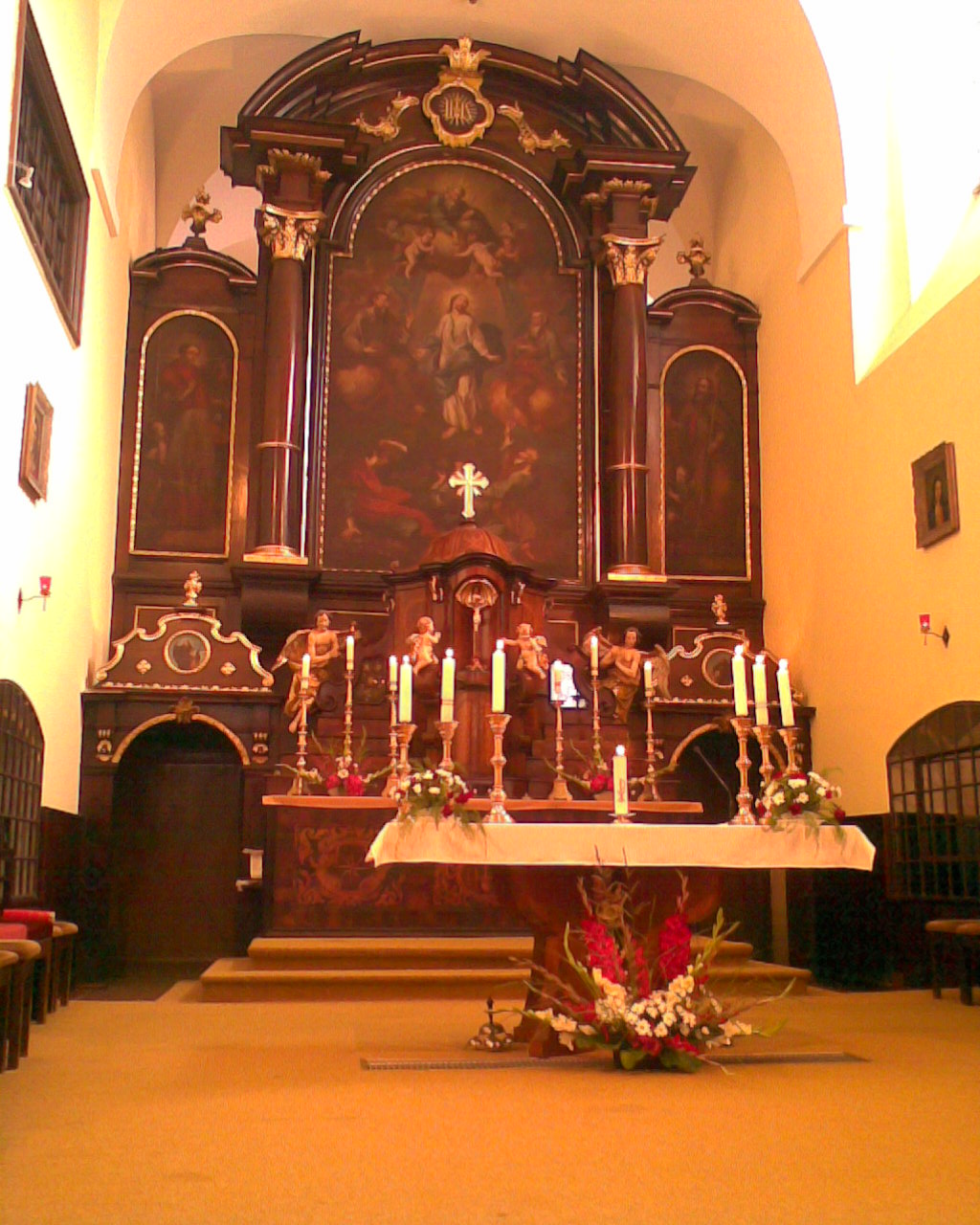
Provizorní oltář

| Kostel                | Místo         | Bohoslužba                        | Bohoslužba                        | Poznámka                                          |
| --------------------- | ------------- | --------------------------------- | --------------------------------- | ------------------------------------------------- |
| Kostel Proměnění Páně | Třebíč-Jejkov | neděle úterý středa čtvrtek pátek | 7,30 a 9,00 16,30 8,00 7,15 18,00 | (mimo prázdniny, mše sv. pro Katolické gymnázium) |